# Barbarossa Spectaculum
Das Barbarossa Spectaculum war ein großes Mittelalterfest, das zwischen 2000 und 2014 alle zwei Jahre im Festungsgraben der Festung Marienberg in Würzburg stattfand. Namensgeber ist der Stauferkaiser Friedrich I. Barbarossa, zu dessen Ehren im Mittelalter das erste Ritterturnier in Deutschland stattfand.

## Geschichte
Das Barbarossa Spectaculum fand erstmals im Jahr 2000 statt. 2006 wechselte der Veranstalter, seitdem wurde das Fest von der Gesellschaft für Burgenmarketing mbH veranstaltet. 2014 fand die Veranstaltung letztmals statt.

## Programm und Angebote
Neben einem Mittelaltermarkt mit Händlern, Handwerkern und gastronomischen Versorgern sorgen vor allem Gaukler, Spielleute und Artisten für die Unterhaltung des Publikums. Für Kinder gibt es ein eigenes Kinder-Programm, zu dem unter anderem eine Märchenerzählerin gehören, ein Kinderschmied und die „Kinder-Schlacht“. Ein besonderes Highlight ist das Ritterturnier der international renommierten Stunt-Reitgruppe Compania Ferrata.